# Ferrari 400
Ferrari 400 är en gran turismo-vagn , tillverkad av den italienska biltillverkaren Ferrari mellan 1972 och 1989.

## Bakgrund
Ferraris stora, fyrsitsiga gran turismo-vagn introducerades på Bilsalongen i Paris 1972 och utvecklades successivt under sjutton år. Under huvuddelen av den tiden var den Ferraris enda frontmotorbil och den enda med den traditionella V12-motorn. Det är en rejält stor bil med ett baksäte som faktiskt kan användas av vuxna passagerare. Från 1976 kunde bilen levereras med automatlåda och därefter var huvuddelen av vagnarna utrustade med detta osportiga tillbehör.
Pininfarina tillverkade bara täckta karosser, men ett flertal vagnar har konverterats i efterhand till cabrioleter av olika fristående karosstillverkare.

## Motor
De första årgångarna var försedda med 4,4-litersmotorn från föregångaren 365 GTC/4.
Från 1976 levererades bilarna med en större 4,8-litersmotor. Volymökningen uppnåddes genom att slaglängden ökades till 78 mm. Cylinderdiametern låg kvar på 81 mm från 365-motorn
1979 tvingade Ferrari att överge de klassiska Weberförgasarna till följd av de allt högre kraven på effektiv avgasrening. I dess ställe infördes mer lättreglerad Bosch K-Jetronic bränsleinsprutning. Som ett resultat av detta minskade effekten med 30 hästkrafter.
Med introduktionen av 412 1985 ökade cylindervolymen ytterligare genom att cylinderdiametern borrades upp till 82 mm. Effekten återställdes till de ursprungliga 340 hk. Detta blev den sista utvecklingen av Ferraris klassiska Colombo-motor. När 412 lades ned 1989 försvann även den ursprungliga Ferrarimotorn, efter mer än 40 år av ständig utveckling.
| Modell | Motor               | Cylindervolym | Effekt | Bränsle                     |
| ------ | ------------------- | ------------- | ------ | --------------------------- |
| 365    | 12-cyl V-motor dohc | 4390 cm³      | 340 hk | 6 st Weber 38DCOE förgasare |
| 400 A  | 12-cyl V-motor dohc | 4823 cm³      | 340 hk | 6 st Weber 38DCOE förgasare |
| 400i   | 12-cyl V-motor dohc | 4823 cm³      | 310 hk | Bosch bränsleinsprutning    |
| 412    | 12-cyl V-motor dohc | 4943 cm³      | 340 hk | Bosch bränsleinsprutning    |

## 365 GT4 2+2
Modellen ersatte 365 GTC/4 och byggde vidare på tekniken från denna. Men med den längre hjulbasen blev det plats för ett riktigt baksäte i den nya bilen.
Produktionen uppgick till 524 exemplar.
Se även:
- Ferrari 365

## 400 A

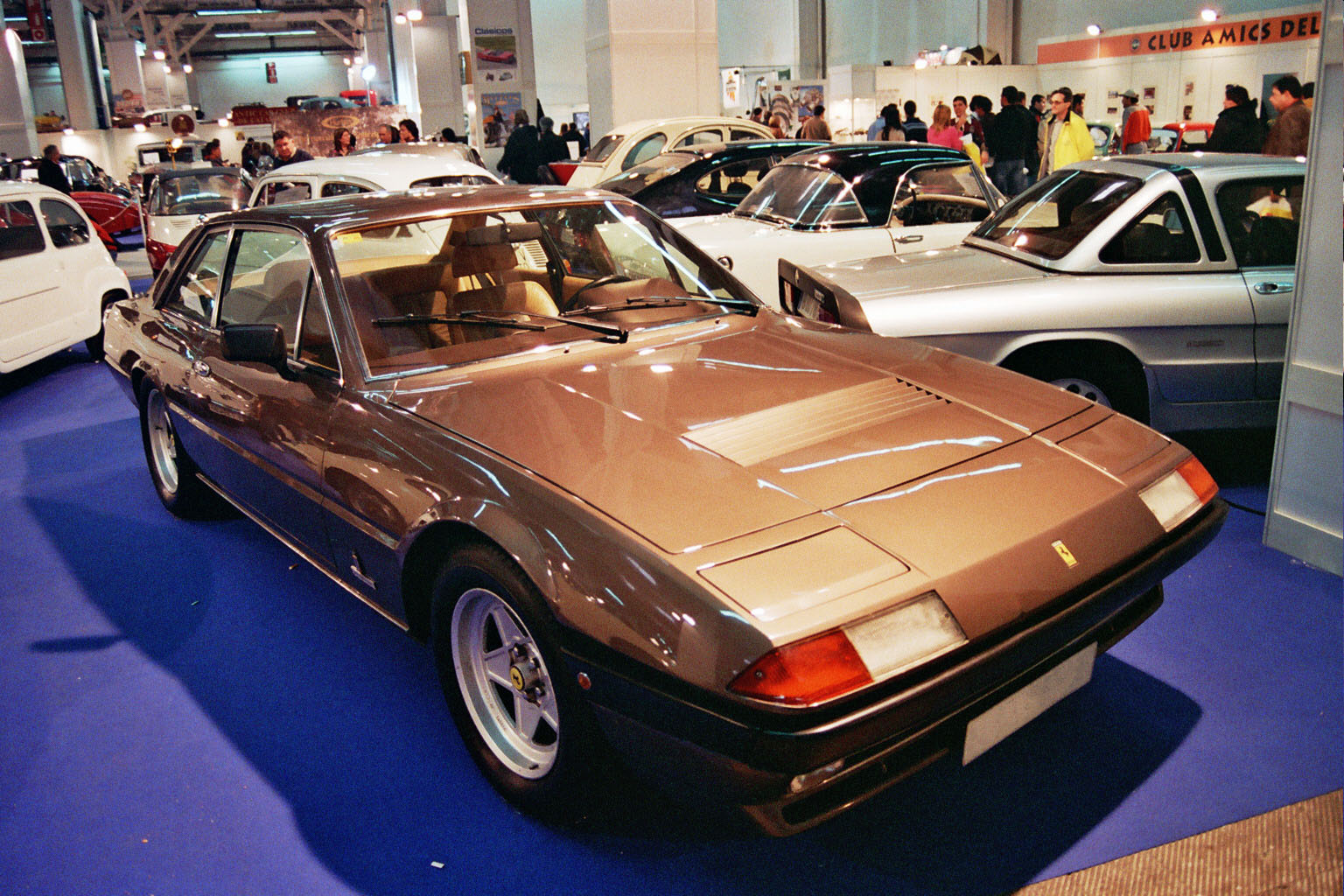
Ferrari 400GT

På Bilsalongen i Paris 1976 presenterades den nya 400-modellen. Motorn hade förstorats, men den stora nyheten var att bilen nu kunde levereras med automatlåda från General Motors. För puristerna kunde vagnen fortfarande levereras med manuell växellåda, som 400GT.
Produktionen uppgick till 502 exemplar.

## 400i
Från 1979 fick motorn bränsleinsprutning, för att klara de allt tuffare kraven på avgasrening.
Produktionen uppgick till 1 306 exemplar.

## 412
1985 genomgick modellen en lätt ansiktslyftning, med ytterst små putsningar på karossen och en något större motor. I samband med detta bytte den även namn till 412.
När produktionen upphörde 1989 hade man tillverkat 576 exemplar.